# All Strings Detached
All Strings Detached je dvočlanska slovenska glasbena skupina iz Ljubljane, ki ustvarja alternativno rock glasbo. Sestavljata jo Jana Beltran (vokal, kitara) in Vesna Godler (vokal, bas kitara, bobni). 
Njuno glasbo na prvih dveh albumih zaznamuje minimalistična inštrumentacija in čustveno ekspresivna besedila. Na tretjem albumu sta v svoj zvok inkorporirali tudi bobne in godala.

## Zgodovina
Leta 2014 sta izdali album z naslovom Heavy Rain, ki je bil med kritiki pozitivno sprejet, v ospredje ljubljanske glasbene scene pa sta prišli 2017 z izdajo albuma There's Something Painful About the Pearls, ki je bil v Delu aprila 2017 predstavljen kot album tedna.
Januarja 2020 sta izdali svoj tretji album, Septet, in ga predstavili v Cankarjevem domu.

## Člani
- Jana Beltran — vokal, kitara, flavta
- Vesna Godler — vokal, bas kitara

## Diskografija
- Heavy Rain (2014)
- There's Something Painful About the Pearls (2017)
- Septet (2020)